# 1993 HV
1993 HV är en asteroid i huvudbältet som upptäcktes den 16 april 1993 av de båda japanska astronomerna Seiji Ueda och Hiroshi Kaneda i Kushiro.
Asteroiden har en diameter på ungefär 28 kilometer och den tillhör asteroidgruppen Cybele.